# Roger McCluskey

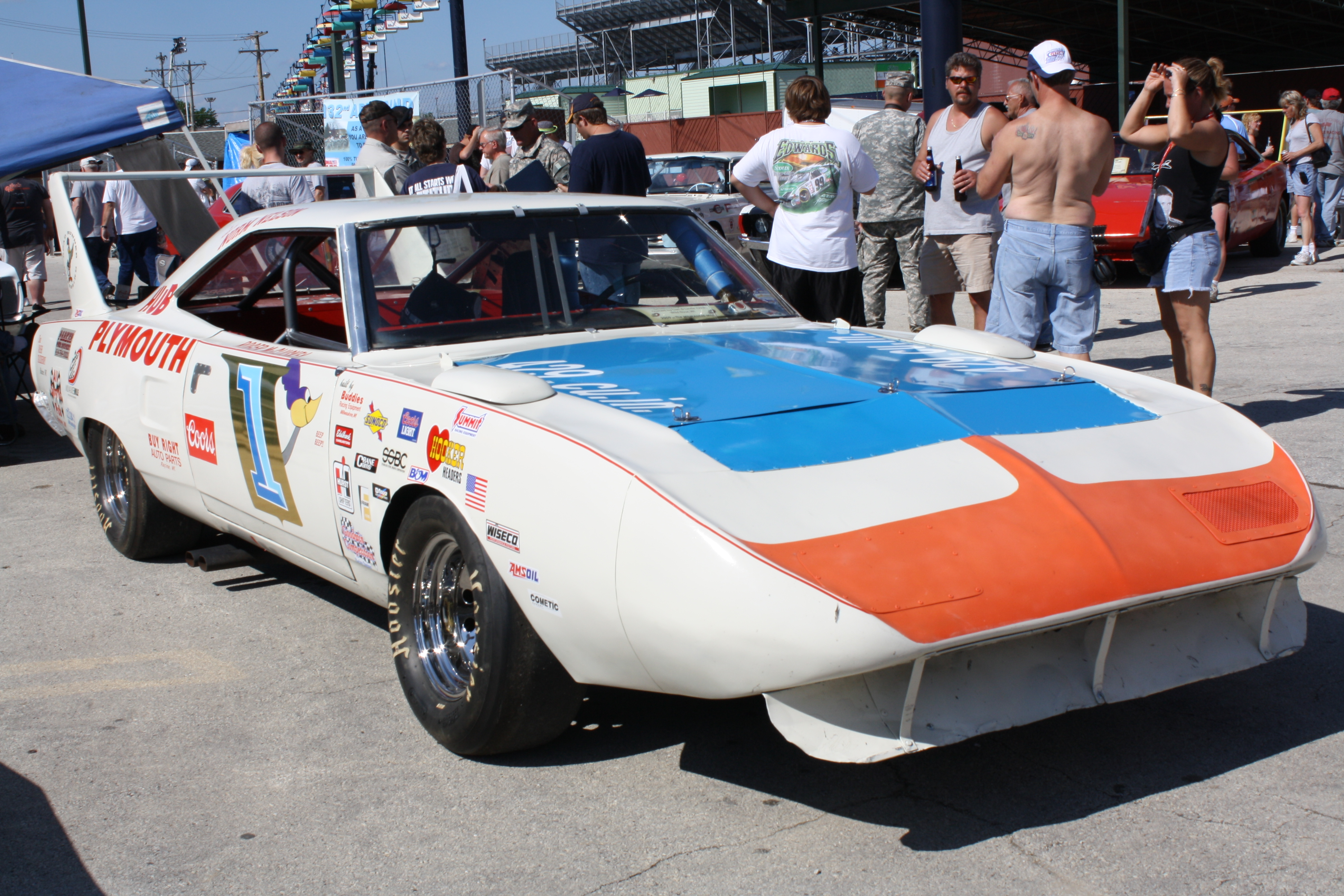
Plymouth Superbird 1970 con la decoración usada por Roger McCluskey (posible original)

Roger McCluskey (Tucson, Arizona, Estados Unidos, 24 de agosto de 1930 - 29 de agosto de 1993) fue un piloto de automovilismo de velocidad estadounidense que compitió profesionalmente en monoplazas, sprint cars y stock cars en las décadas de 1960 y 1970.
Obtuvo el Campeonato Nacional del USAC de 1973, y resultó tercero en 1972, sexto en 1970 y séptimo en 1975. Obtuvo cinco victorias en las 150 Millas de Langhorne 1966, Springfield 1968, las 500 Millas de California de 1972, Michigan 1973, y Milwaukee 1979, y acumuló 30 podios a lo largo de su carrera. En 18 participaciones en las 500 Millas de Indianápolis, apenas lideró siete vueltas y llegó a meta cinco veces, destacándose un tercer lugar en 1973 y un quinto en 1975.
En tanto, fue campeón de la USAC Sprint Car en 1963 y 1966, donde logró 23 victorias. En la USAC Stock Car fue campeón en 1969 y 1970, subcampeón en 1968 y 1972, y tercero en 1971, con un total de 23 victorias siempre con modelos de Plymouth.
Fuera de la USAC, McCluskey disputó cuatro carreras de la NASCAR Grand National Series, logrando un segundo puesto en las 500 Millas de Riverside de 1970. Además, corrió en la International Race of Champions en 1974.
En 1967, McCluskey corrió las 24 Horas de Le Mans con un Ford GT40. Durante la carrera esquivó a Mario Andretti, quien se había accidentado. Luego de causar su propio abandono, el piloto fue a rescatar a Andretti de los restos, aunque este ya había salido del automóvil.
El piloto padeció cáncer durante largo tiempo y murió a la temprana edad de 63 años. Ingresó al Salón de la Fama de Automóviles Sprint, de Indianapolis Motor Speedway y de Estados Unidos de manera póstuma.